# Dimethylether-Propan-Gemisch
Ein Dimethylether-Propan-Gemisch, kurz DMEP, ist ein chemisches Gemisch, welches u. a. in der Kryochirurgie Anwendung findet. Beispielsweise werden damit Warzen vereist. Dabei steht das DMEP zunächst unter hohem Druck. Durch Verdampfen des Gemisches kommt es zu einer rapiden Abkühlung auf z. B. unter −50 °C. Das Warzengewebe stirbt bei Kontakt mit dem kalten Stoffgemisch ab (Vorgang der Nekrose).